# Aspidostemon caudatus
Aspidostemon caudatus là loài thực vật có hoa trong họ Nguyệt quế. Loài này được Sievert Allen Rohwer miêu tả khoa học đầu tiên năm 1987.